# 毛阿凱
毛阿凱（排灣語：Moakakai），是台灣排灣族傳說中的女性，因為身體的異常害死丈夫而被驅逐，最後被天上的人所救。

## 簡述
毛阿凱是排灣族卡比揚安部落的人，她的父親叫Tokotoko、母親叫Pulalulalujan（但就排灣族人的命名習慣和名字的意思來看，有可能名字是顛倒過來的）。她雖然很漂亮，但從小出生的時候陰部就長有牙齒，叫做「tatalavin dadamilamin」。

## 傳說
在毛阿凱達到適婚年齡後，跟部落裡的青年可魯魯（Kolilulilu）結婚，但因為她的陰部牙，導致可魯魯在新婚第一夜後就因陰莖被咬斷而死，她的父母感到很丟臉、而且認為她沒有用處，所以把毛阿凱裝進箱子裡放入河中漂走。而剛好這時天上也有個叫可魯魯的人，他和其他人到河邊釣魚時發現了箱子，覺得很奇怪便打撈起來帶回家，並且因為裡面是個美女而大吃一驚，在毛阿凱說明自己的遭遇後，可魯魯（天上）的母親很同情他，因此派兒子去打獵慶祝毛阿凱來到他們家，並且趁著毛阿凱熟睡時拔掉她陰部的牙齒，後來毛阿凱跟天上的可魯魯結了婚，還生了孩子。
另外，從毛阿凱陰部拔下來的牙齒則被做成了琉璃珠，價值連城，一共有四顆，後來分別流落至下排灣社（×1）、kaviay社（×1）和piliti社（×2）。

### 其他版本
另有傳說認為毛阿凱的女陰從小是合併的，因此她的丈夫沙布路康對此很煩惱，而他的母親知道詳情後，便把毛阿凱灌醉，並趁機用小刀切開她的陰部；另有版本認為毛阿凱天生沒有身體，只是一個女性陰部，他的父母為此相當煩惱，後來有個青年沙洛揚知道他們家有一個女孩後，準備好禮品想去認識，父母害怕女兒的事情被發現，因此把毛阿凱用布裹著裝進箱子藏在草叢裡，但被沙洛揚發現，沙洛揚和布裡的毛阿凱交談後，覺得很有趣，所以把她連同整個箱子帶回家放在床上，每天都和她聊天，後來沙洛揚的母親在他去打獵的時候整理她的房間並發現毛阿凱，以為那只是垃圾便丟掉了，知道事情的沙洛揚連忙趕去垃圾場找，而那時毛阿凱已經變成了一個貌美的少女，後來沙洛揚便把她帶回家跟她結婚了。